# Lars-Erik Salminen
Lars-Erik Salminen, född den 6 december 1949, är en svensk politiker och moderat som åren 2006–2011 var kommunstyrelsens ordförande i Solna. Salminen efterträdde Anders Gustâv på posten som kommunstyrelseordförande. 
Den 8 juni 2011 tog Salminen time-out från sina politiska uppdrag sedan han åtalats för medhjälp till grovt mutbrott alternativt grov bestickning i samband med byggandet av Friends Arena. Salminen avgick vid årsskiftet från sin post som kommunstyrelseordförande och ersattes den 1 januari 2012 av Pehr Granfalk. Salminen friades senare från anklagelserna i både tingsrätt och hovrätt.